# 王錫熾
王錫熾，英文名：Dr Sih Tse Wang，1892年—1946年，原名王恭寅，民国时著名医学家，曾任北京协和医院院长。字錫熾，以字行。

## 生平
早年赴美国留学，获哈佛医学院医学博士学位。学成回国后于1924年入北平协和医院（今北京协和医院）当医生。任副院长并主管医院门诊部。1934年，任协和医院院长。并任欧美同学会总干事和北平扶轮社社长。
日本侵华后，在日占北平力保协和医院院产。其中，将北京周口店出土的北京猿人头骨化石装箱交予盟军美国以防落入日军之手，是北京猿人头骨化石最后见证人，但化石被交予美军后就下落不明，成为20世纪一大谜团。
1945年二战结束后，任国立北京大学医院院长，直至1946年6月以54岁壮年猝逝。是北京协和医院历史上最长任的院长（1934年至1946年）。任上引入美制，是中国医院学习美国医院制度之始，采用美国医院管理制度，建立制定了中国现代在院医生住院医师制度、医学学生住院实习制度和护理制度，后世中国医院深受影响。王在北京协和的制度受益协和医院医学毕业生，故创立了一个学派，著名医学家中如吴阶平、严仁英、邓庆曾等都是他的学生。王也是浙江红十字运动早期领导人物。

## 家庭
浙江奉化县人，生于基督教世家，祖父王际唐（有光）牧师，父亲王正庸。叔父著名外交家王正廷，矿业家王正黼，银行家王正序。弟王恭宸，医生。弟王恭守（Kung-shou Wang），外交官，南京政府驻美国波士顿领事馆领事。王妻美国白人Lillian Bartow Towner，出自美国纽约州首府奥尔巴尼木材商之家，毕业于康奈尔大学，王錫熾身过后移居香港，1961年5月在香港逝世。 独女王憶德，在王身过后随母移居香港，母身过后再移居美国科罗拉多州丹佛市行医，是美籍华人医生。